# Jodocus Badius

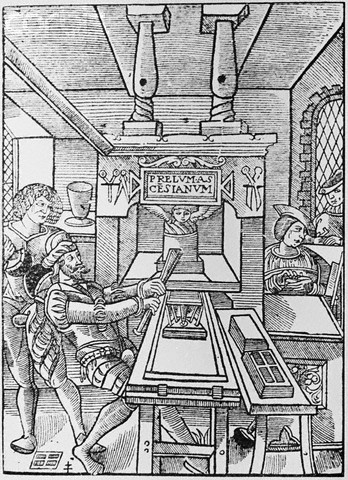
Emblem der Druckerei von Jodocus Badius, 1520

Jodocus Badius (* 1462 in Gent; † 1535 in Paris) war ein flämischer Buchdrucker und Humanist. Häufig wird er mit dem Beinamen Ascensius nach dem Ort Asse bezeichnet.

## Leben
Badius studierte in Ferrara und lehrte in Lyon die lateinische und griechische Sprache, wo er 1493 eine Terenzausgabe veröffentlichte. 1499 zog Badius nach Paris, wo er 1503 seine Druckerei eröffnete, deren Emblem – das Innere einer Druckwerkstatt – berühmt wurde. Badius übte auf die Entwicklung des französischen Verlagswesens großen Einfluss aus. Er gab viele Frühwerke von Erasmus von Rotterdam und Guillaume Budé heraus. Sein Sohn Konrad Badius führte die Druckerei weiter.
Robert Estienne war Badius’ Schwiegersohn.

## Werke
- Quindecim metamorphoseos libri / Ovidius Naso Publius. Hrsg.: Jodocus Badius Ascensius. Johannes Cincinnius (Beitr.). - Lugdunum: Jaques Huguetan, 1501 (Digitalisat)
- F. Baptiste Mantuani Bucolica Seu adolescentia in decem aeglogas divisa / ab Jodoco Badio Ascensio familiariter exposita cum indice dictionum. - Argentinae: Pruß, 1503 (Digitalisat)
- Silvae Morales cum interpraetatione Ascensii: In XII libellos divisae ... - Lyon: Jean Trechsel, 14. November 1492 (Digitalisat)